# 雙生兵鯰
雙生兵鯰，為輻鰭魚綱鯰形目美鯰科的其中一種，為熱帶淡水魚。分布於南美洲Monday及Acaray河流域，體長可達4.5公分，棲息在沙底質且植被生長，水質略為混濁的底層水域，生活習性不明。

## 扩展阅读
維基物種上的相關：雙生兵鯰